# Адміністрація національних парків (Аргентина)
Адміністрація національних парків (ісп. Administración de Parques Nacionales, APN) — урядова організація Аргентини завданням якої є підтримка та керування системою національних природоохоронних територій країни, збереження її біорізноманіття та археологічної спадщини. APN була створена в 1934 році, а станом на 2005 рік у її веденні знаходилося 33 природоохоронних території загальною площею 35 844 км².